# 帕什基夫卡 (切爾尼戈夫州)
50°58′1″N 32°1′8″E / 50.96694°N 32.01889°E
帕什基夫卡（烏克蘭語：Пашківка）是烏克蘭北部切爾尼戈夫州尼任區的村莊，始建於1600年，面積1.09平方公里，海拔高度127米，2001年人口227，人口密度每平方公里208.3人。